# Carlos Caszely
Carlos Humberto Caszely (Santiago, 5 juli 1950) is een voormalig profvoetballer uit Chili, die gedurende zijn carrière speelde als aanvaller. Zijn bijnamen luidden "El Chino", "El Rey del Metro Cuadrado" en "El Gerente".

## Clubcarrière
Caszely speelde clubvoetbal in Chili, Spanje, Verenigde Staten en Ecuador. Hij begon zijn profloopbaan in 1967 bij Colo-Colo, en beëindigde zijn carrière in 1986 in Ecuador. Caszely speelde vijf seizoenen in Spanje, en kwam tot 36 duels (16 doelpunten) in de Copa Libertadores.

## Interlandcarrière
Caszely speelde 49 officiële interlands voor Chili, en scoorde 29 keer voor de nationale ploeg in de periode 1969-1985. Hij maakte zijn debuut op 28 mei 1969, en nam met Chili onder meer deel aan twee WK-eindronden (1974 en 1982) en de Copa América 1979. Bij zijn eerste WK werd Caszely tijdens de wedstrijd West-Duitsland - Chili de eerste speler die tijdens een eindronde met een rode kaart van het veld werd gestuurd. De WK 1982 in Spanje verliep voor Caszely en het Chileense Elftal opnieuw teleurstellend. De belangrijke 3e groepswedstrijd tegen Algerije werd met 3-2 verloren, waardoor Chili was uitgeschakeld. Na de 3-0 werd Caszely al na 38 minuten gewisseld. Chili scoorde nog wel 2 keer, maar dat was niet genoeg. Bij de Copa América 1979 werd Caszely uitgeroepen tot beste speler van het toernooi.

## Erelijst
Colo-Colo
- Primera División

1970, 1972, 1979, 1981, 1983
- Topscorer Primera División

1979 (20 goals), 1980 (26 goals), 1981 (20 goals)
- Topscorer Copa LibertadoresEric Cantona

1973 (9 goals)

## Diverse
Caszely was een van de protagonisten die in de Arte documentaire Rebellen am Ball worden geportretteerd. In deze door ex-voetballer Eric Cantona gepresenteerde film wordt de opstelling van Caszely tijdens het Pinochet-regime gethematiseerd.